# 时家店乡
时家店乡，是中华人民共和国吉林省通化市柳河县下辖的一个乡镇级行政单位。

## 行政区划
时家店乡下辖以下地区：
玉人社区、时家店村、鹿林村、胡家村、团结村、永胜村、农安村、长兴村和煤窑堡村。